# 白渡路
白渡路是位於中國上海市黃浦區的一條道路，它东起外马路，西至中华路。
道路所在地原本是肇家浜匯入黄浦江處的一段河道。1909年道路開始修建，河道被填平。起初道路分為3段：最東段道路名為老白渡路；中段道路名為油车街；西段道路名為坝基桥街。1949年后统称白渡路。